# Rulindo (distrito)
Rulindo é um distrito da Ruanda situado na província (intara) do Norte. De acordo com o censo de 2012, havia 287 681 habitantes. Se divide em 17 setores (imirengues):
| Setor     | Nome nativo | População (2012) |
| --------- | ----------- | ---------------- |
| Basse     | Base        | 17 341           |
| Bogo      | Mbogo       | 16 795           |
| Burega    | Burega      | 12 730           |
| Buxoqui   | Bushoki     | 19 970           |
| Buioga    | Buyoga      | 22 171           |
| Cinzuzi   | Cyinzuzi    | 13 662           |
| Ciungo    | Cyungo      | 13 489           |
| Goma      | Ngoma       | 10 881           |
| Massoro   | Masoro      | 20 733           |
| Murambi   | Murambi     | 17 892           |
| Quinira   | Kinihira    | 15 344           |
| Quissaro  | Kisaro      | 19 868           |
| Rucozo    | Rukozo      | 15 023           |
| Rusiga    | Rusiga      | 10 888           |
| Tarabana  | Ntarabana   | 18 065           |
| Tumba     | Tumba       | 19 284           |
| Xiorongui | Shyorongi   | 23 545           |